# آموز غيبسون
آموز إيفريت غيبسون (3 أغسطس 1918 – 18 مايو 1982) كان أمريكيًا من أصل أفريقي وعضوًا في بيت العدل الأعظم، الهيئة الدينية العليا في الديانة البهائية.

## حياته المبكرة
وُلد آموز غيبسون في واشنطن العاصمة لأبوين هما ويليام وديبورا غيبسون. كان والده، ويليام غيبسون، قد درس ليصبح قسًا في جامعة هوارد، ثم أصبح ممارسًا في الكنيسة العلمية المسيحية، لكنه اعتنق الديانة البهائية مع زوجته في عام 1912. وعلى الرغم من أن آموز كان يحضر دروس الأطفال الخاصة بالبهائية ويشارك في الاحتفالات الدينية مع والده، إلا أنه لم ينضم رسميًا إلى الديانة البهائية حتى عام 1944.
حصل غيبسون على درجة البكالوريوس في العلوم في تخصص التربية، مع تركيز على الدراسات الاجتماعية، من كلية مينر للمعلمين (التي تُعرف اليوم باسم جامعة منطقة كولومبيا). تزوج من ماري إليزابيث لين في عام 1941. عمل غيبسون في حوض بناء السفن التابع للبحرية في واشنطن، ثم جُنِّد في الجيش عام 1944، حيث خدم في المسارح الأوروبية والهادئة ضمن وحدة عسكرية مفصولة عن باقي القوات (أي غير مختلطة عرقيًا).

## النشاط البهائي
بعد عودته من الحرب في عام 1946، أصبح غيبسون عضوًا نشطًا في المجتمع البهائي في واشنطن العاصمة، حيث خدم في التجمع الروحي المحلي، واللجان الإقليمية، وكان مندوبًا في المؤتمر الوطني البهائي للولايات المتحدة.
انتقل مع عائلته إلى المكسيك، حيث درس في كلية مدينة مكسيكو (التي تُعرف اليوم باسم جامعة الأمريكيتين). وقد حصل على درجة الماجستير في الجغرافيا عام 1951. وعند عودته إلى واشنطن، بدأ آموز يُدرّس الجغرافيا في المدارس العامة، ولاحقًا في كلية مينر للمعلمين.
في عام 1953، شجع شوقي أفندي، زعيم الديانة البهائية آنذاك، البهائيين على الريادة، أي أن يصبحوا مبشّرين بالدين. وفي عام 1955، استجاب آل غيبسون لهذا النداء، وانتقلوا إلى محمية نافاجو في ولاية أريزونا. وهناك قاموا بالتدريس في المدارس، وفي الوقت نفسه نشروا تعاليم الديانة البهائية بين السكان المحليين. وكانت أول شخص من محمية نافاجو يعتنق البهائية هي سايدي جو، في عام 1957. وقد استقر روّاد بهائيون آخرون لاحقًا في محمية نافاجو ومحميات الهوبي، بالإضافة إلى بلدات قريبة أخرى.
بعد أربع سنوات من العمل في المحمية، انتقل غيبسون إلى مدينة غالوب في ولاية نيو مكسيكو، حيث عمل مدرسًا للغة الإنجليزية في مدرسة فورت وينغيت. وفي عام 1960، عُيِّن مديرًا لمدرسة بريد سبرينغز النهارية.
ومن أبرز إنجازاته في أنشطته ضمن المحمية تنظيمه لزيارة روحية خانم، زوجة شوقي أفندي، إلى المحمية عام 1960. وقد ساهمت الزيارة في زيادة الوعي المحلي بالديانة البهائية وتحفيز أنشطة جديدة. وفي عام 1962، نظّم غيبسون مؤتمرًا حضره ألف من مؤيدي الديانة البهائية في باين سبرينغز بولاية أريزونا، حضره أحد أيادي الأمر، وهو ذكر الله خادم.
في عام 1959، عُيِّن غيبسون في مجلس المساعدين للحماية، وهي هيئة تُعنى بالإشراف على حماية ونشر الدين. وفي عام 1960، انتُخب عضوًا في التجمع الروحي الوطني للولايات المتحدة. وقد مثل المجلس في رحلات إلى مختلف أنحاء الولايات المتحدة، كما زار كلًا من جامايكا وهايتي وأوغندا.

## بيت العدل الأعظم
في عام 1963، وأثناء حضوره أول مؤتمر بهائي دولي في حيفا، إسرائيل، انتُخب غيبسون عضوًا في أول تشكيل لـبيت العدل الأعظم، الهيئة الحاكمة العليا للديانة البهائية حول العالم. وبعد انتخابه، انتقل مع عائلته إلى حيفا، ووصل في يوليو 1963. وقد عُيِّن منسقًا لقسم الأماكن المقدسة، وكان له دور كبير في التصاميم المعمارية وصيانة المقامات البهائية في حيفا. واصل غيبسون التدريس أثناء سفره حول العالم، حيث زار المجتمعات البهائية في أوروبا وأمريكا والشرق الأوسط.

## المرض والوفاة
شُخِّص غيبسون بسرطان الدم الليمفاوي الحاد في أغسطس 1980. وعلى الرغم من أن العلاج أدى إلى دخول المرض في حالة خمود استمرت لعام، إلا أنه تبين لاحقًا أن المرض غير قابل للشفاء. وخلال سنته الأخيرة، زار غيبسون أبناءه، الذين كان بعضهم "يروّج" لتعاليم البهائية في مناطق مختلفة من العالم. وقد استقال من بيت العدل الأعظم قبيل وفاته. توفي في 14 مايو في مدينة حيفا ودُفن في المقبرة البهائية.
في 15 مايو، أبلغ بيت العدل الأعظم المجتمع البهائي العالمي بوفاة غيبسون عبر البيان التالي:
بقلوب يعتصرها الحزن نرثي رحيل أخينا الحبيب آموز غيبسون، الذي فارق الحياة بعد صراع بطولي طويل مع مرض عضال. لقد كان مروجًا مثاليًا ومتفانيًا للدين، سجّل سجلًا مشرقًا نقيًا في خدمة دائمة، مؤسسًا على ثبات صخري ومحبة عميقة لا تشبع للعمل التبشيري، لا سيما بين الأقليات من الهنود والسود في نصف الكرة الغربي، والشعوب الأصلية في إفريقيا. وقد تُوج عمله المميز في المجالات الإدارية في أمريكا الشمالية، بمساهمته التي لا تُقدّر بثمن خلال السنوات التسع عشرة الأخيرة في تطوير المركز العالمي لهذا الدين العالمي. نسأل في المقامات المباركة أن يُجازى روحه النبيلة بجزيل العطاء في ملكوت الأبهى. نُعرب عن تعازينا الصادقة لزوجته الشجاعة والحبيبة، شريكته في الخدمة، ولأطفاله المفجوعين. ونوصي بإقامة تجمعات تأبينية تليق به في جميع أنحاء العالم البهائي، وخدمات تذكارية في كل مشرق أذكار.